# Särskilda skyddsgruppen
Särskilda skyddsgruppen (SSG) (Besondere Schutzgruppe) war eine Spezialeinheit des schwedischen Militärs, die im Jahre 1994 gegründet wurde und 2011 zusammen mit der Särskilda inhämtningsgruppen in die Särskilda operationsgruppen aufging.
Zu den Aufgaben gehörten neben dem direkten Kampfeinsatz auch die Einholung von Nachrichten sowie der Personen- und Objektschutz. Darüber hinaus war die Spezialeinheit, wie die gesamte schwedische Armee, zum Inlandseinsatz zur Terrorismusbekämpfung befugt.
Die Einheit hatte etwa zwischen 80 und 100 Mann und war in Karlsborg stationiert. Die genaue Mannstärke wurde jedoch geheim gehalten.

## Geschichte
Im November 2005 hatte die SSG während ihres Einsatzes in Afghanistan einen Toten zu beklagen. Während einer Konvoifahrt in der Nähe von Masar-i-Scharif detonierte eine IED und riss dabei den 30-Jährigen Leutnant Tomas Bergqvist in den Tod.
Im Oktober 2008 kam durch einen Beitrag im Uppdrag Granskning ein Skandal heraus, dass ein Offizier der SSG Zeuge wurde, wie französische Soldaten einen 17 Jahre alten Jungen auf dem Stützpunkt Chem Chem bei Bunia für acht Stunden folterten. Der afrikanische Junge sollte Angaben zu einem Vorfall machen, konnte aber dazu nichts sagen. Zwei schwedische Soldaten der SSG wollte eingreifen und einen Report machen, aber der Offizier unterband das Engagement seiner Soldaten. Als dann fünf Jahre später der Kommandeur der schwedischen Streitkräfte Håkan Syrén mit dem Vorfall konfrontiert wurde, gab er zu, dass er davon gehört hatte, jedoch nichts unternahm und versprach, die Vorwürfe zu untersuchen. Als Konsequenz wurden einige Offiziere temporär beurlaubt.

## Einsätze
Die SSG beteiligte sich im Jahr 2003 an der Operation Artemis im Kongo sowie an der ISAF-Mission in Afghanistan, bei der zwei Soldaten ums Leben kamen.
Des Weiteren wurde in sie im Kosovo, Mazedonien, Bosnien und Herzegowina, Tschad, Liberia, Libanon und Afghanistan eingesetzt.